# Marek Chlup
Marek Chlup (sinh ngày 9 tháng 1 năm 1999) là cầu thủ bóng chày chuyên nghiệp người Séc thuộc biên chế kiến tập của CLB Yomiuri Giants thuộc Nippon Professional Baseball (NPB). Anh cũ thi đấu cho đội tuyển quốc gia Cộng hòa Séc .

## Sự nghiệp thi đấu

### Sự nghiệp ban đầu
Chlup ra mắt chuyên nghiệp vào năm 2014 với Arrows Ostrava thuộc Giải bóng chày Czech Extraliga. Sau mùa giải 2015, anh chuyển đến Eagles Praha, và đầu quân cho Eagles tới hết mùa giải 2023, bao gồm cả thời gian anh còn theo học đại học. 

### Sự nghiệp thi đấu đại học
Chlup nhập học Đại học bang North Carolina để đầu quân cho đội bóng chày của trường, đội Wolfpack, trong suốt năm nhất và năm hai. Anh chuyển đến đầu quân cho Đại học North Greenville cho năm học thứ ba của mình, năm mà đội đã giành chức vô địch quốc gia NCAA Division II vào năm 2022.  Trong mùa giải vô địch năm 2022, Chlup đạt tỉ lệ hit 0,390 với 12 home run và 75 RBI cho đội Trailblazers .  Anh được vinh danh là Cầu thủ xuất sắc nhất năm của liên đoàn Conference Carolinas năm 2022. 

### Lake County Dockhounds
Vào ngày 31 tháng 7 năm 2023, Chlup đã ký hợp đồng với Lake Country DockHounds thuộc liên đoàn độc lập American Association.  Trong 34 trận thi đấu với DockHounds năm 2023, anh đạt thông số đánh bóng lần lượt 0,325/0,393/0,627 với chín home run, 25 RBI và sáu lần chạy cướp chốt.  Chlup đã ký gia hạn hợp đồng với DockHounds vào ngày 2 tháng 1 năm 2024.  Trước mùa giải 2024, biên chế của Chlup tại Extraliga đã được Eagles Praha chuyển nhượng cho Tempo Praha, sau đó anh thi đấu trong một thời gian ngắn ngủi cho Tempo trong khi chuẩn bị cho mùa giải American Association 2024.  Vào ngày 7 tháng 8, Chlup, cùng đồng đội tại Lake Country là Demetrius Sims và phát thanh viên của đội Dominic Stearn đã chứng kiến một vụ tai nạn xe đạp gần Falls Park và đã tham gia sơ cứu các nạn nhân trước khi nhân viên y tế tới. 

### Yomiuri Giants
Vào ngày 25 tháng 9 năm 2024, CLB Yomiuri Giants của Nippon Professional Baseball công bố Chlup đã ký vào bản hợp đồng một năm để đầu quân cho biên chế kiến tập của CLB. 

## Sự nghiệp thi đấu quốc tế
Chlup đầu quân cho đội tuyển quốc gia Cộng hòa Séc tại các giải đấu quốc tế. Tại vòng loại giải Siêu kinh điển bóng chày thế giới (WBC) 2023, Chlup đạt thông số đánh bóng 0,353/0,353/0,706 với 2 home run và đánh về 4 điểm để giúp Cộng hòa Séc giành quyền tham dự kì WBC đầu tiên trong lịch sử. Trong vòng chung kết WBC, Chlup đạt thông số 0,333/0,471/0,417, là một trong những cầu thủ tấn công tốt nhất trong đội tuyển Séc năm 2023 cùng với Eric Sogard và Matěj Menšík .  Trong trận đấu với Nhật Bản, Chlup đã đánh trả cú ném từ Sasaki Rōki thành hit 2 chốt và sau đó ghi điểm giúp đội tuyển Séc dẫn trước trong một khoảng thời gian ngắn ngủi đầu trận. 
Chlup được chọn vào danh sách đội tuyển Châu Âu tham dự giải đấu giao hữu với các Samurai Nhật Bản, trước thềm giải WBSC Premier12 năm 2024. 